# Hands (The Raconteurs)
Hands is een nummer van de Amerikaanse rockband The Raconteurs uit 2006. Het is de tweede single van hun debuutalbum Broken Boy Soldiers.
"Hands", een simpel liefdesliedje, flopte in Amerika, maar werd wel een hit in het Verenigd Koninkrijk. Het bereikte daar de 29e positie. In het Nederlandse taalgebied werden geen hitlijsten bereikt.

## Tracklijst
Cd-single
1. "Hands"
2. "Intimate Secretary" (live)

7"
1. "Hands" (live)
2. "It Ain't Easy" (live)